# 朴訔
朴訔（：／，1370年—1422年），字仰止，號釣隱，本貫潘南朴氏。高麗末期至朝鮮王朝初期文臣。他是高麗禮曹正郎朴尚衷之子，也是李穡的甥姪。
1385年文科及第，1386年任開城府少尹。1392年朝鮮王朝建立後，歷任知錦州事、左補闕、知永州事、司憲侍史、知春州府事、司憲中丞、判事水監事等職。李芳遠（後來的朝鮮太宗）還在潛邸時，朴訔頗知其志，與之往來密切。在1398年的第一次王子之亂和1400年的第二次王子之亂中他支持李芳遠。李芳遠即位後，錄為佐命功臣第三等，封潘南君。此後歷任江原道都觀察黜陟使、漢城府尹、承樞府提學、鷄林尹、全羅道觀察使、左軍同知摠制、參知議政府事兼大司憲、西北面都巡文察里使、知議政府事、兵曹判書、大司憲、戶曹判書。1412年，改封錦川君。後歷任判義禁府事、吏曹判書、判友軍都摠制府事。1416年，擔任右議政兼判吏曹事，進封錦川府院君，後任左議政。
世宗繼位後，於1418年發生姜尚仁案。朴訔參與對領議政沈溫的彈劾，使沈溫被罷官流放，後於流放地被賜死。因為這個緣故，沈溫在臨終前禁止自己的後代與潘南朴氏通婚。
死後諡平度。

## 影視形象
- 《龍之淚》，1996年-1998年KBS大河電視劇，任秉基飾
- 《大王世宗》，2008年KBS電視劇，朴永智（朝鲜语：박영지）飾
- 《樹大根深》，2011年SBS水木連續劇，崔政宇飾
- 《蔣英實》，2016年KBS大河電視劇，朴承奎（박승규）飾
- 《太宗李芳遠》，2021年KBS大河電視劇，李顯均（朝鲜语：이현균）飾